# 人間喜劇 (バルザック)
『人間喜劇』（にんげんきげき、La Comédie humaine）は、フランスの文学者オノレ・ド・バルザックの作品群の総称。

## 経緯
『人間喜劇』の構想は、バルザックによって1842年に初めて発表された。構想自体は1830年代ごろからあったらしい。1834年に彼はその著作全体を、「19世紀風俗研究」、「哲学的研究」、「分析的研究」に分けて体系化することを考え始め、そして同年に執筆を開始した『ゴリオ爺さん』において、後述する「人物再登場法」を用い始めている。その後、1846年には『エポック』の当初の構想に変更を加え、執筆予定作品を含めた『人間喜劇』の総体系を発表した。しかし、1850年にバルザックが死去したことで結局、『人間喜劇』を終結させることはできず、執筆予定作品も50作品余りが残った。

## 特徴
『人間喜劇』に属する作品は、「Aの作品の脇役がBの作品の主人公になる」といった人物再登場法と呼ばれる手法を用いて、相互に関係づけられている。それによって、あらゆる階層、あらゆる人間を描いて19世紀のフランス社会を壮大に映し出している。作品は細かく分類・整理されており、具体的には風俗研究・哲学的研究・分析的研究の3つに分類されている。

## 人間喜劇の一覧と登場人物
1842年当時の体系に従って分類した

### 風俗研究

#### 私生活風景
- 毬打つ猫の店(fr:La Maison du chat-qui-pelote)
- ソーの舞踏会(fr:Le Bal de Sceaux)
- 二人の若妻の手記(Mémoires de deux jeunes mariées)
- 財布(La Bourse)
- モデスト・ミニョン(Modeste Mignon)
- 人生への門出(Un début dans la vie)
- アルベール・サヴァリュス(Albert Savarus)
- ラ・ヴェンデッタ(La Vendetta)
- 二重家族(Une double famille)
- 夫婦の平和(La Paix du ménage)
- フィルミアニ夫人(Madame Firmiani)
- 女性研究(Étude de femme)
- 偽りの愛人(La Fausse maîtresse)
- イヴの娘(Une fille d'Ève)
- ことづて(Le Message)
- 柘榴屋敷(La Grenadière)
- 捨てられた女(La Femme abandonnée)
- オノリーヌ(Honorine)
- ベアトリクス(Béatrix)
- ゴプセック(Gobseck)
- 三十女(La Femme de trente ans)
- ゴリオ爺さん(Le Père Goriot)
- シャベール大佐(Le Colonel Chabert)
- 無神論者のミサ(La Messe de l'athée)
- 禁治産(L'Interdiction)
- 結婚契約(Le Contrat de mariage)
- 続・女性研究(Autre étude de femme)

#### 地方生活風景
- ユルシュール・ミルエ(Ursule Mirouët)
- ウジェニー・グランデ
- ピエレット(Pierrette)
- ツールの司祭(Le Curé de Tours)
- ラブイユーズ(La Rabouilleuse)
- 名うてのゴディサール(L'Illustre Gaudissart)
- 田舎ミューズ(La Muse du département)
- 老嬢(La Vieille Fille)
- 骨董室(Le Cabinet des Antiques)
- 幻滅(Illusions perdues)
  - 二人の詩人 (fr)
  - パリにおける地方の偉人 (fr)
  - 発明家の苦悩 (エーヴとダヴィッド) (fr)

#### パリ生活風景
- 十三人組物語(Histoire des Treize)
  - デヴォラン組頭領フェラギュス(Ferragus, chef des Devorants)
  - ランジェ公爵夫人(La Duchesse de Langeais)
  - 金色の眼の娘(La Fille aux yeux d'or)
- セザール・ビロトー(Histoire de la grandeur et de la décadence de César Birotteau)
- ニュシンゲン銀行(La Maison Nucingen)
- 娼婦盛衰記(Splendeurs et misères des courtisanes)
- カディニャン公妃の秘密(Les Secrets de la princesse de Cadignan)
- ファチーノ・カーネ(Facino Cane)
- サラジーヌ(Sarrasine)
- ピエール・グラスー(Pierre Grassou)
- 従妹ベット(La Cousine Bette)
- 従兄ポンス(Le Cousin Pons)
- 実業家(Un homme d'affaires)
- ボエームの王(Un prince de la bohème)
- ゴディサール二世(Gaudissart II)
- 平役人(Les Employés ou la Femme supérieure)
- そうとは知らぬ喜劇役者たち(Les Comédiens sans le savoir)
- プチ・ブルジョア(Les Petits Bourgeois)
- 現代史の裏面(L'Envers de l'histoire contemporaine)

#### 政治生活風景
- 恐怖時代の一挿話(Un épisode sous la Terreur)
- 暗黒事件(Une ténébreuse affaire)
- アルシの代議士(Le Député d'Arcis)
- Z・マルカス(Z. Marcas)

#### 軍隊生活風景
- ふくろう党(Les Chouans)
- 砂漠の情熱(Une passion dans le désert)

#### 田園生活風景
- 農民(Les Paysans)
- 田舎医者(Le Médecin de campagne)
- 村の司祭(Le Curé de village)
- 谷間の百合(Le Lys dans la vallée)

### 哲学的研究
- あら皮(La Peau de chagrin)
- フランドルのキリスト(Jésus-Christ en Flandre)
- 神と和解したメルモス(Melmoth réconcilié)
- 知られざる傑作(Le Chef-d'œuvre inconnu)
- ガンバラ(Gambara)
- マッシミルラ・ドーニ(Massimilla Doni)
- 絶対の探求(La Recherche de l'absolu)
- 呪われた子(L'Enfant maudit)
- アデュー(Adieu)
- マラナの女たち(Les Marana)
- 徴募兵(Le Réquisitionnaire)
- エル・ヴェルデュゴ(El Verdugo)
- 海辺の悲劇(Un drame au bord de la mer)
- コルネリュス卿(Maître Cornélius)
- 赤い宿屋(L'Auberge rouge)
- カトリーヌ・ド・メディシスのこと(Sur Catherine de Médicis)
- 不老不死の霊薬(L'Élixir de longue vie)
- 追放者(Les Proscrits)
- ルイ・ランベール(Louis Lambert)
- セラフィタ(Séraphîta)

### 分析的研究
- 結婚の生理学(Physiologie du mariage)
- 結婚生活の小さな悲惨(Petites misères de la vie conjugale)
- 社会生活の病理学(Pathologie de la vie sociale)

## 関連文献
- 『バルザック「人間喜劇」ハンドブック　「人間喜劇」セレクション 別巻1』
- 『バルザック「人間喜劇」全作品あらすじ　セレクション 別巻2』
鹿島茂・山田登世子・大矢タカヤス責任編集、藤原書店、1999-2000年
- 柏木隆雄『バルザック詳説　『人間喜劇』解読のすすめ』 水声社、2020年
  - 旧版『謎とき「人間喜劇」』 ちくま学芸文庫、2000年
- 『「人間喜劇」総序　金色の眼の娘』 西川祐子訳、岩波文庫、2024年